# Фердінандо Теруцці
Фердінандо Теруцці (італ. Ferdinando Terruzzi, 17 лютого 1924 — 9 квітня 2014) — італійський велогонщик.
Олімпійський чемпіон 1948 року на тандемах.